# Louis Charles Desnos
Pour les articles homonymes, voir Desnos.
Louis Charles Desnos est un géographe français du XVIIIe siècle, né en 1725, mort le 18 avril 1805, libraire parisien et « ingénieur géographe pour les globes et les sphères de Sa Majesté Danoise ». Il tenait boutique rue Saint-Jacques, au Globe.

## Biographie
Fils d'un marchand drapier de Pont-Sainte-Maxence (Oise). Apprenti fondeur de caractères à Paris à partir d'avril 1745 (reçu maître fondeur en 1757). Ingénieur géographe (de la ville de Paris à partir de 1769), fabricant et marchand de sphères et d'instruments astronomiques établi vers 1753 en succession de Jacques Hardy, après avoir épousé en 1749 la veuve de son fils Nicolas Hardy,,,,.
Il a été un fabricant important d'instruments de cartographie et de globes. Desnos a occupé auprès du roi de Danemark, Christian VII, le poste convoité de Royal Globemaker. Il recevait pour cela une allocation annuelle de 500 livres. En retour il envoyait chaque année au roi des cartes, des livres et des atlas. Il fut libraire et éditeur et a produit un corpus considérable de travail et est souvent associée aux géographes Zannoni et Louis Brion de la Tour (1756-1823). Sa grande production de cartes publiées lui a valu parfois, parmi ses détracteurs jaloux de sa notoriété, une mauvaise réputation parmi les autres cartographes, qui l'ont considéré sans scrupules et sans discernement ce qui devait être publiable ou non. Desnos a connu de ce fait une longue histoire de chicaneries juridiques avec d'autres cartographes et éditeurs parisiens durant cette période. Il avait la réputation de publier tout ce qu'on lui présentait quels que furent l'exactitude ou les droits d'auteur. Il avait son bureau sur la rue Saint-Jacques à Paris. Il publie pour la première fois en 1771 un atlas de 12 cm sur 7, intitulé Etrennes Utiles et Nécessaires aux Commerçans et Voyageurs ou Indicateur Fidèle Enseignant toutes les Routes Royales et particulières de la France et dédiées au Roi. Il comportait 158 cartes d’itinéraires gravées sur cuivre et coloriées. Plusieurs fois réédité et augmenté (Il y a six éditions de 1771 à 1777). Ce petit atlas de poche a été complété par une douzaine de « tablettes de papier nouveau », du l’invention du sieur Desnos, papier sur lequel on pouvait écrire avec un « stilet » également fourni avec le volume.

## Sélection d'œuvres
- L'Asie dressée sur de nouveaux mémoires assujettis aux observations astronomiques. Paris, Desnos, (1766)
- Almanach géographique ou Petit atlas élémentaire, composé de cartes générales et particulières des différens empires, royaumes et républiques de l'Europe et des autres parties de la Terre, suivi de descriptions sous le titre d'idée générale de la géographie et de l'histoire moderne. Paris, Desnos, (1770-71).
- Étrennes utiles et nécessaires aux commerçans et voyageurs ou Indicateur fidèle enseignant toutes les routes royales et particulières de la France, et les chemins de communication qui traversent les grandes routes : les villes, bourgs, villages, hameaux, châteaux, abbayes, hôtelleries, rivières, bois et les limites de chaque province, distinguées. Paris, chez le S. Desnos, (1773).
- etc.

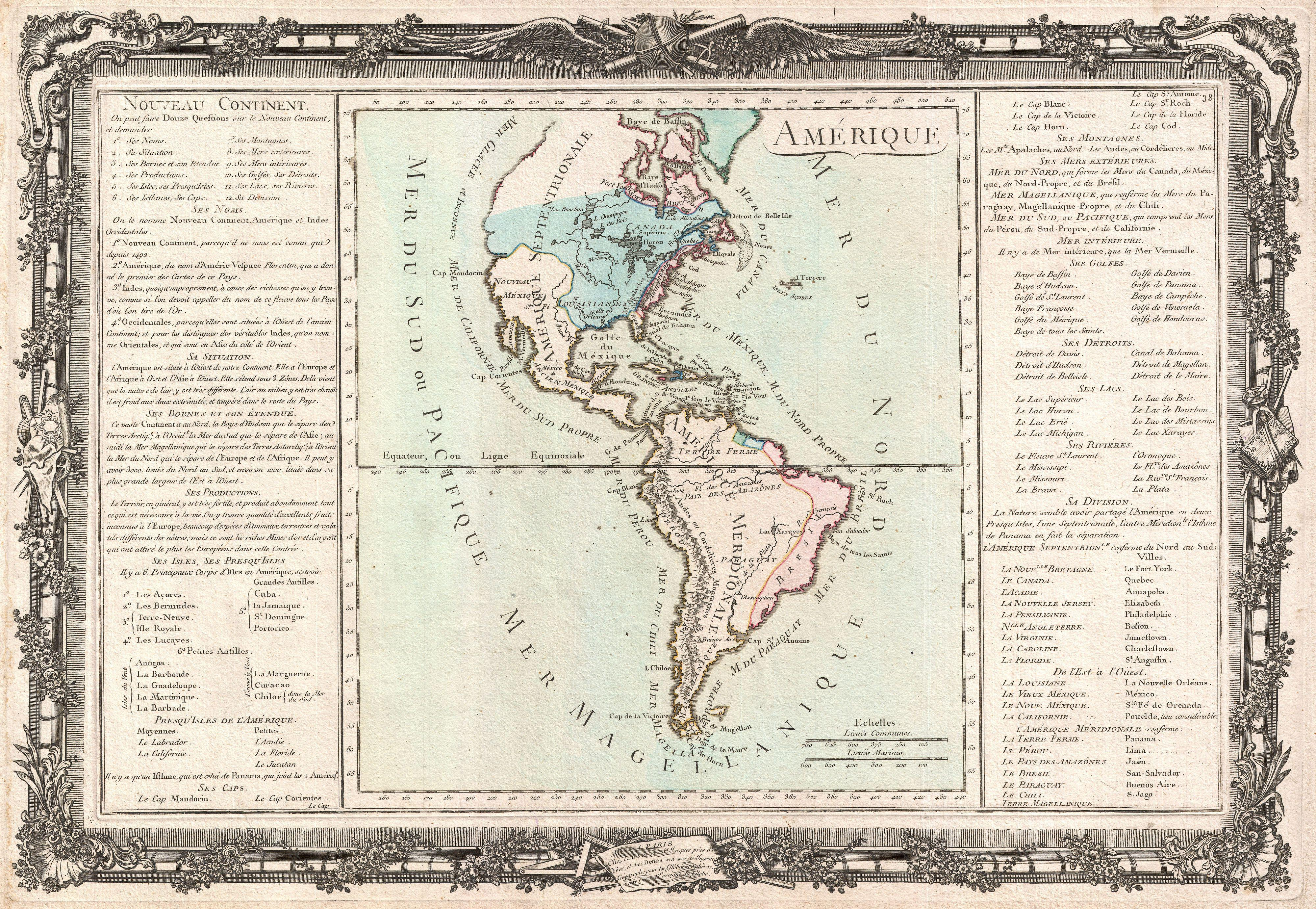
Carte des Amériques (1760)
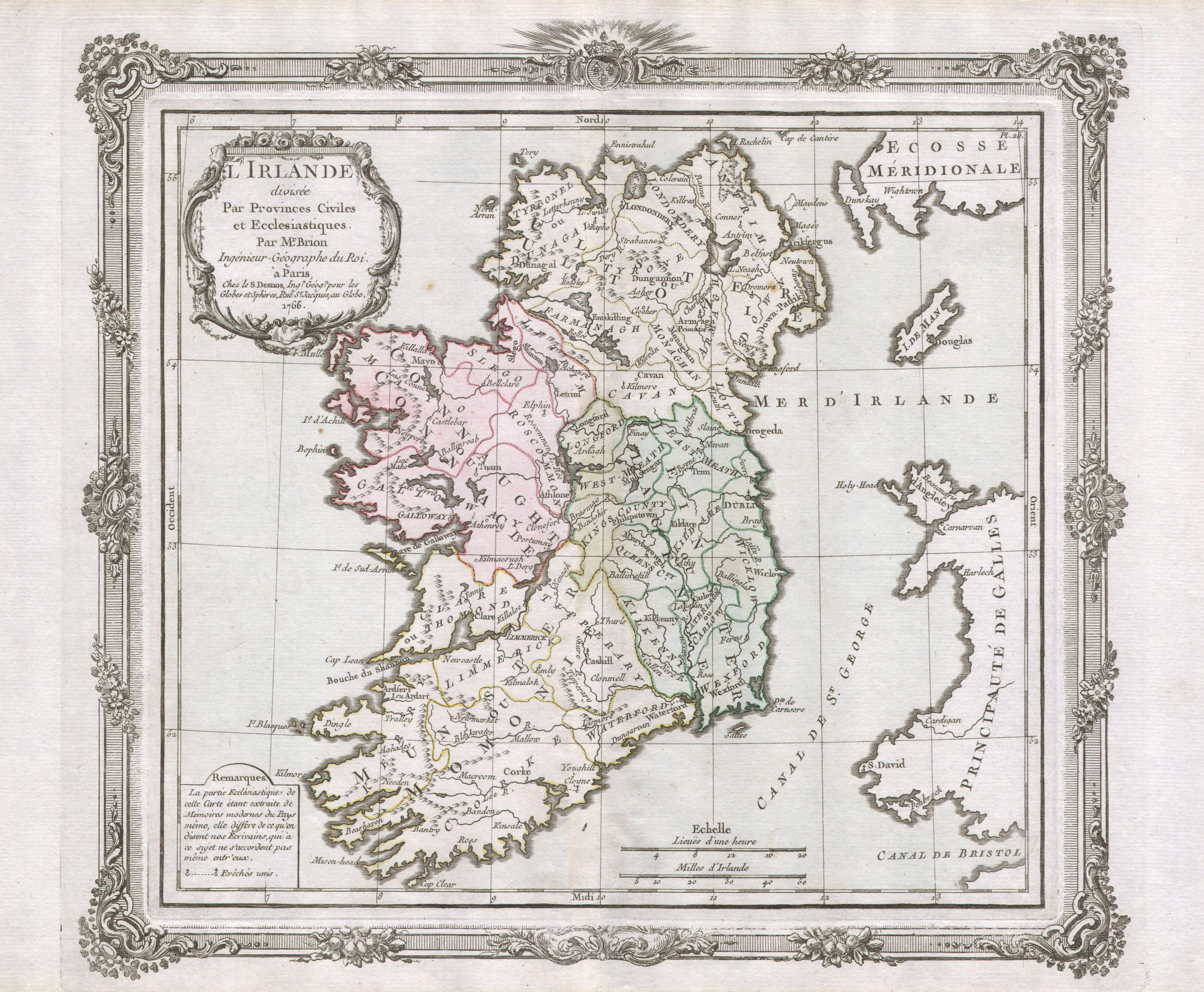
Carte d'Irlande (1766)
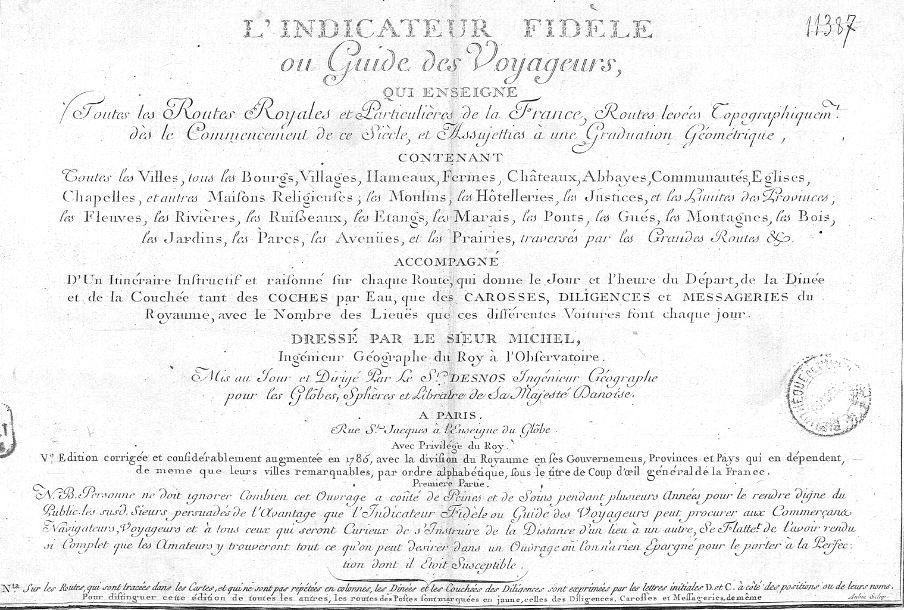
L'Indicateur fidèle ou guide des voyageurs (1785)